# Сирфосс, Ричард Алан
Ри́чард А́лан Си́рфосс (англ. Richard Alan Searfoss; 5 июня 1956 — 29 сентября 2018) — астронавт НАСА. Совершил три космических полёта на шаттлах: STS-58 (1993, «Колумбия»), STS-76 (1996, «Атлантис») и STS-90 (1998, «Колумбия»), полковник ВВС США.

## Личные данные и образование

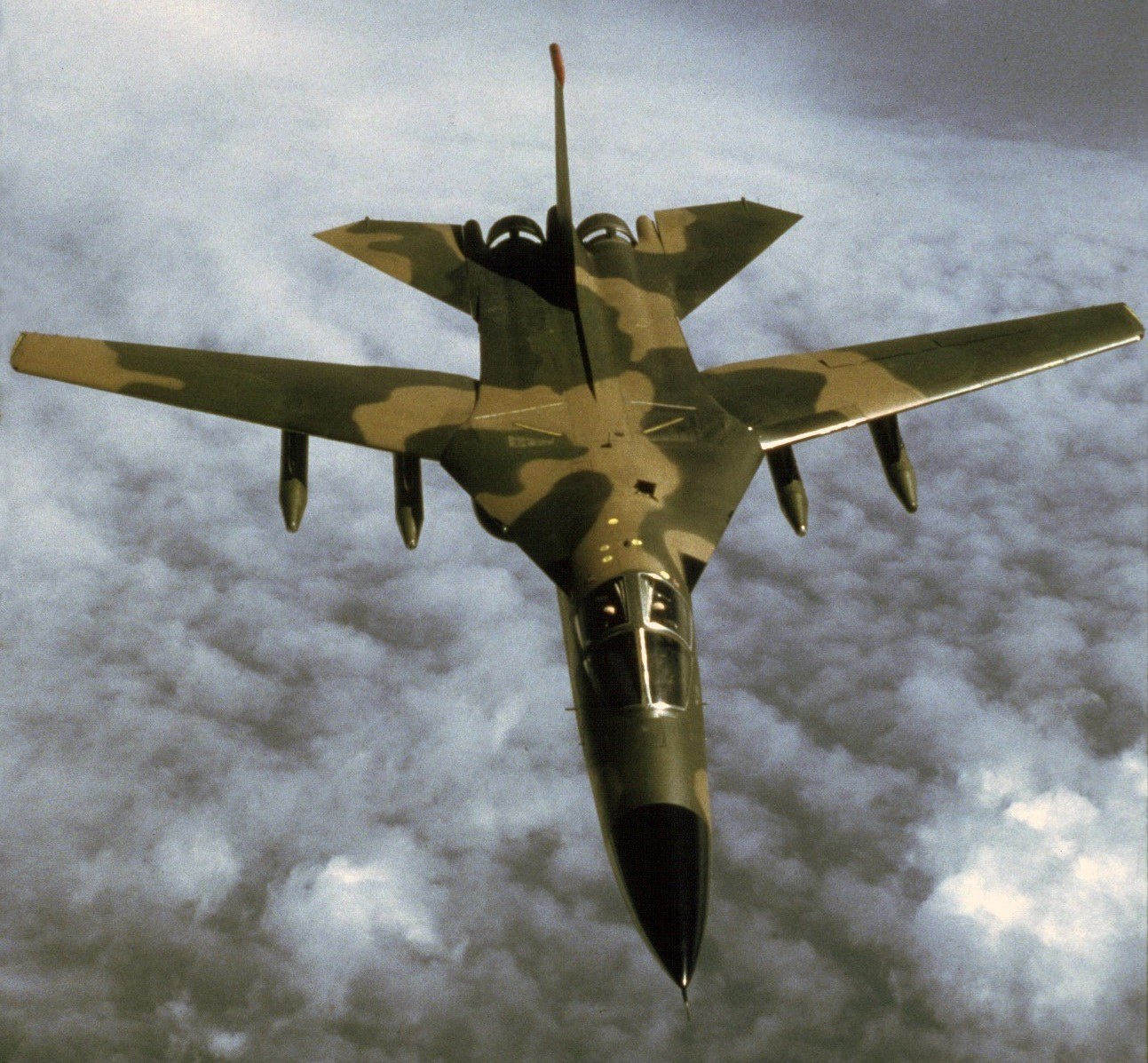
Самолёт F-111F в полёте.

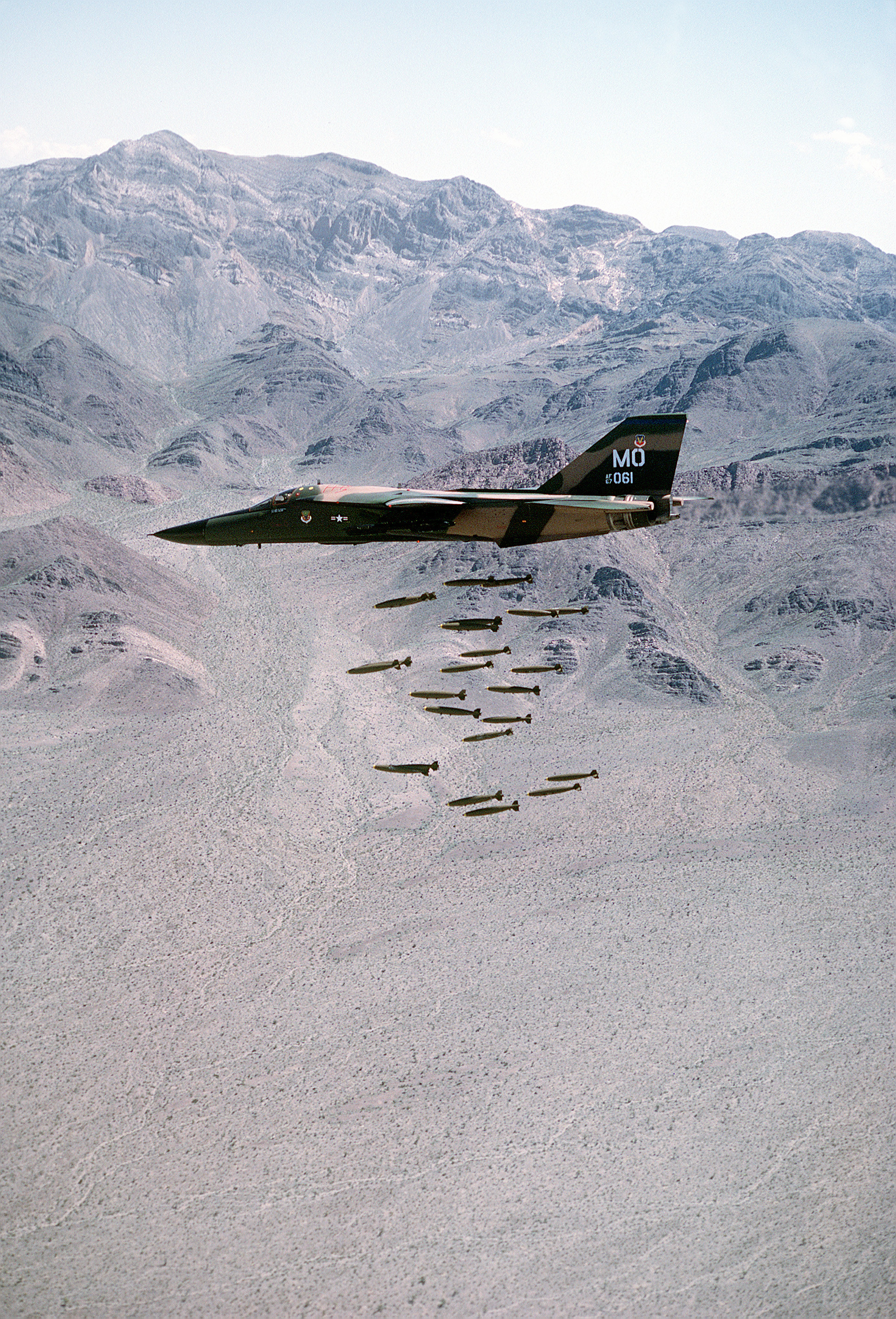
Самолёт F-111A в полёте.

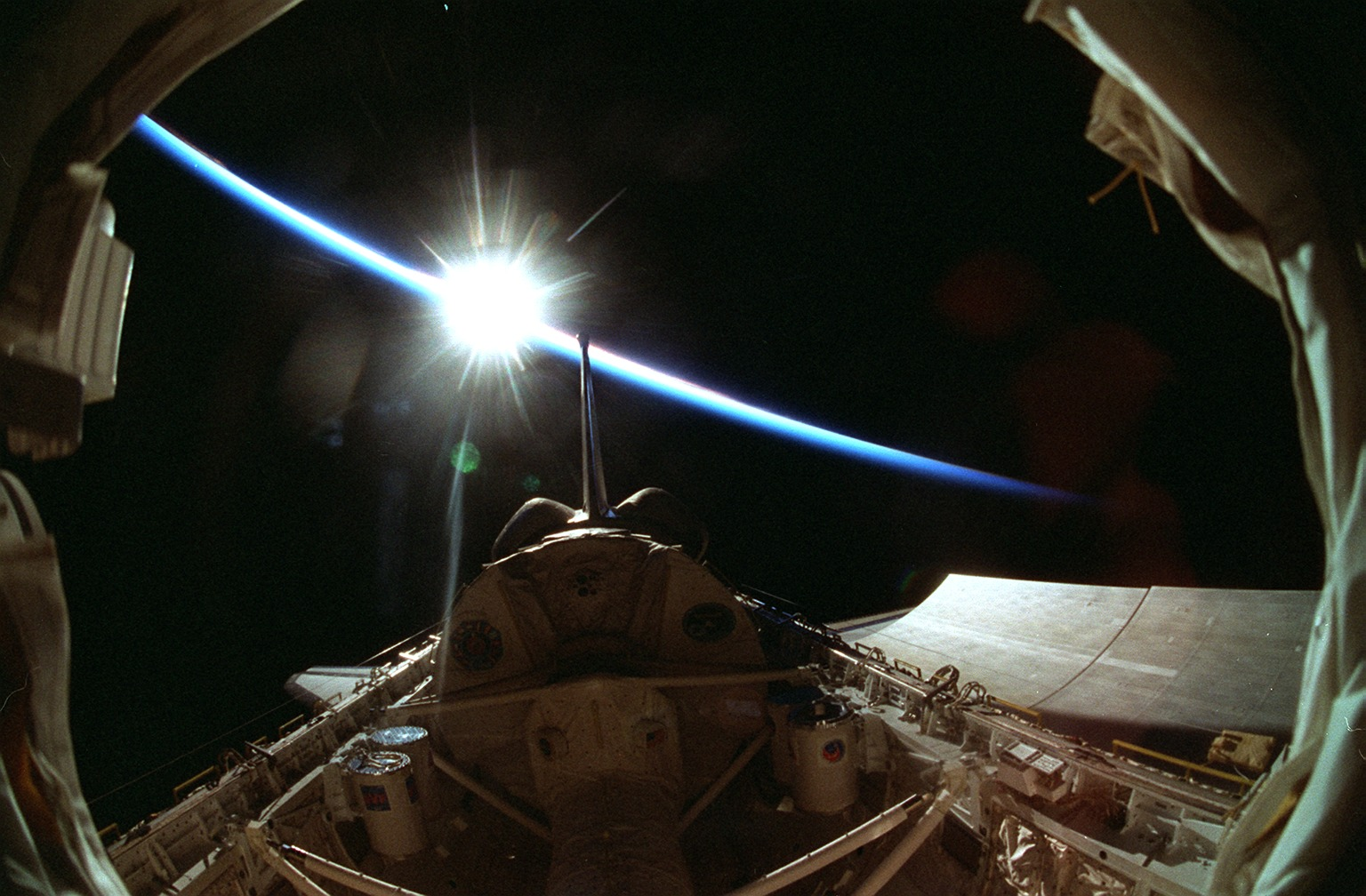
STS-90: Спейслэб в грузовом отсеке шаттла.

Ричард Сирфосс родился 5 июня 1956 года в городе Маунт-Клеменс, штат Мичиган, но своим родным считает город Портсмут, штат Нью-Гэмпшир, где в 1974 году окончил среднюю школу. Принимал активное участие в движении «Бойскауты Америки», достиг уровня «Скаут-Орёл». В 1978 году получил степень бакалавра в области авиационная техника Академии ВВС США, в городе Колорадо-Спрингс, штат Колорадо. В 1979 году получил звание доктора наук в области авиационная техника в Калифорнийском технологическом институте, получал стипендию от Национального научного фонда. Затем поступил в «Авиационный Командно-штабной колледж».
Женат,  трое детей.  Любил бег, футбол, радиоуправляемые модели самолётов, скаутинг, туризм и классическую музыку.

## До НАСА
В 1980 году окончил Школу пилотов на авиабазе Уильямс, штат Аризона. В 1981—1984 годах он летал на F-111F, затем был переведён на авиабазу «Лакенхэт» в Великобритании, затем последовал перевод на авиабазу «Маунтин-Хоум», штат Айдахо, где до 1987 года он служил лётчиком-инструктором на F-111A. В 1988 году он пришёл обучение в Лётной школе ВМС США, на авиабазе Патаксент-Ривер, в штате Мэриленде, в качестве обмена пилотами с ВВС США. Он был лётчиком-инструктором в ВВС США. Сирфосс окончил обучение на лётчика-испытателя в лётной школе на авиабазе «Эдвардс», в Калифорнии, когда узнал о приглашении в НАСА. Имеет налёт более 5 800 часов на 70 различных типах самолётов. Он входит в рейтинг Авиационной Федерации как лётчик транспортной авиации, пилот планёра, и лётчик-инструктор.

## Подготовка к космическим полётам
В январе 1990 года был зачислен в отряд НАСА в составе тринадцатого набора, кандидатом в астронавты. Стал проходить обучение по курсу Общекосмической подготовки (ОКП). По окончании курса, в июле 1991 года получил квалификацию «пилот шаттла» и назначение в Офис астронавтов НАСА. Сирфосс входил в команду, которая несла ответственность за размещение экипажей на ложементах перед стартом и закрепление ремнями их скафандров, а также встречу и помощь (по необходимости) при выходе экипажей из шаттлов после посадки.

## Полёты в космос
- Первый полёт — STS-58[3], шаттл «Колумбия». C 18 октября по 1 ноября 1993 года в качестве пилота. Основная цель полёта — проведение различных медико-биологических экспериментов. Исследования проводились в лабораторном модуле «Спейслэб» в грузовом отсеке шаттла. Продолжительность полёта составила 14 суток 0 часов 14 минут[4].
- Второй полёт — STS-76[5], шаттл «Атлантис». C 22 по 31 марта 1996 года в качестве «пилота». Основными задачами миссии STS-76 были доставка на орбитальную станцию «Мир» необходимых грузов (в частности, 590 кг воды и 862 кг оборудования[6]): за отсеком со стыковочной системой шаттла (ODS), в отсеке полезной нагрузки был герметичный модуль «Spacehab-SM» (от англ. Single Module). Были проведены ряд медикобиологических и технологических экспериментов[7]. Продолжительность полёта составила 9 суток 5 часов 17 минут[8].

- Третий полёт — STS-90[9], шаттл «Колумбия». C 17 апреля по 3 мая 1998 года в качестве «командира корабля». В грузовом отсеке шаттла, в модуле Спейслэб, проводились эксперименты по влиянию микрогравитации на нервную систему человека. Цели исследований — понимание механизмов, ответственных за неврологические и поведенческие изменения в невесомости. Основными задачами были проведение фундаментальных исследований в области нейронаук и расширение понимания того, как нервная система развивается и функционирует в космосе. Исследования проводились на крысах, мышах, сверчках, улитках, на двух видах рыб и на членах экипажа. В частности, эксперименты изучали адаптацию вестибулярного аппарата, «адаптационный синдром», адаптацию и возможные варианты контроля центральной нервной системы при отсутствии силы тяжести, а также влияния микрогравитации на поведение нервной системы. Миссия являлась совместным предприятием шести иностранных космических агентств и семи исследовательских Центров из США, 31 эксперимент по влиянию микрогравитации поставили учёные из девяти стран. Продолжительность полёта составила 11 дней 19 часов 19 минут[10].

Общая продолжительность полётов в космос — 39 дней 3 часа 18 минут.

## После полётов
Покинул отряд астронавтов и НАСА в конце 1998 года, но вскоре вернулся в НАСА и работал лётчиком-испытателем в Центре Драйдена. В феврале 2003 года уволился из НАСА . Скончался 29 сентября 2018 года.

## Награды и премии
Награждён: Медаль «За космический полёт» (1993, 1996 и 1998), Медаль похвальной службы (США), Медаль «За похвальную службу» (США), Медаль «За исключительные заслуги», Медаль «За выдающееся лидерство», Крест лётных заслуг (США), Премия «За полёт» и многие другие.